# Grotta del vento Fugaku
La grotta del vento Fugaku (in giapponese 富岳風穴?) è un tunnel di lava ai piedi del Fuji sul versante settentrionale, in Giappone. È il più grande dei numerosi tunnel di lava che si trovano nella foresta di Aokigahara nella città di Fujikawaguchiko, nella prefettura di Yamanashi.

## La foresta di Aokigahara
L'eruzione dell'864 d.C. del Monte Fuji portò enormi colate laviche, creando il Lago Shōji e il Lago Sai dei Cinque Laghi dividendo Se-no-umi in due, diversi coni di cenere come Ōmuro e le montagne Nagao, e una vasta area pianeggiante ora chiamata la foresta di Aokigahara. In questa foresta si possono trovare diversi tunnel di lava, tra cui:
- Narusawa Ice Cave, presso il villaggio Narusawa
- Fugaku Wind Cave, a Fujikawaguchiko
- Grotta dei pipistrelli del Lago Sai, a Fujikawaguchiko

Tutti e tre furono dichiarati Monumenti naturali del Giappone nel 1929.

## Grotta del vento Fugaku
La grotta del vento di Fugaku, lunga 201 metri e un'altezza media di 8,7 metri, si trova nella zona di Aokigahara. È così chiamata da Fugaku (富岳), uno pseudonimo del Fuji-san (富士山), e Fūketsu (風穴) per la grotta del vento, perché c'è abbastanza circolazione d'aria nella grotta. Le pareti della caverna sono per lo più fatte di basalto.
All'interno della grotta, ci sono ghiaccioli anche in estate, terrazze di lava e forme di lava simili a corde. Dal periodo Edo al periodo Meiji (dal 1600 al 1900 circa) questa grotta veniva utilizzata per conservare le uova dei bachi da seta.
La Grotta del Vento di Fugaku e la Grotta di Ghiaccio di Narusawa sono gestite dalla Fuji Sightseeing Industry Co. del Fuji Express Group. Il negozio di souvenir all'ingresso è stato rinnovato di recente e inaugurato nel 2012, come "Wood Wind Wind Cave".

## Galleria d'immagini

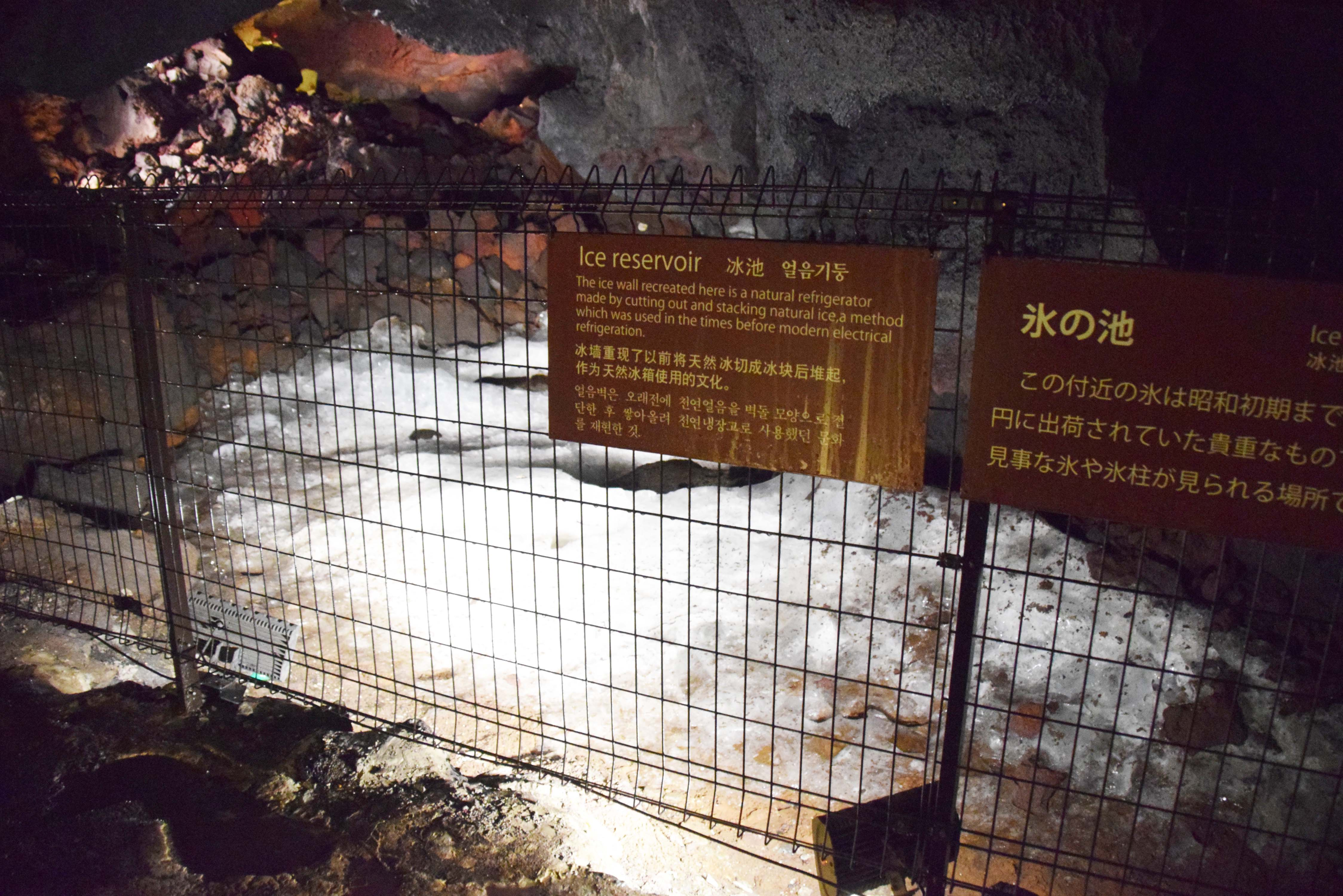
Stagno di ghiaccio
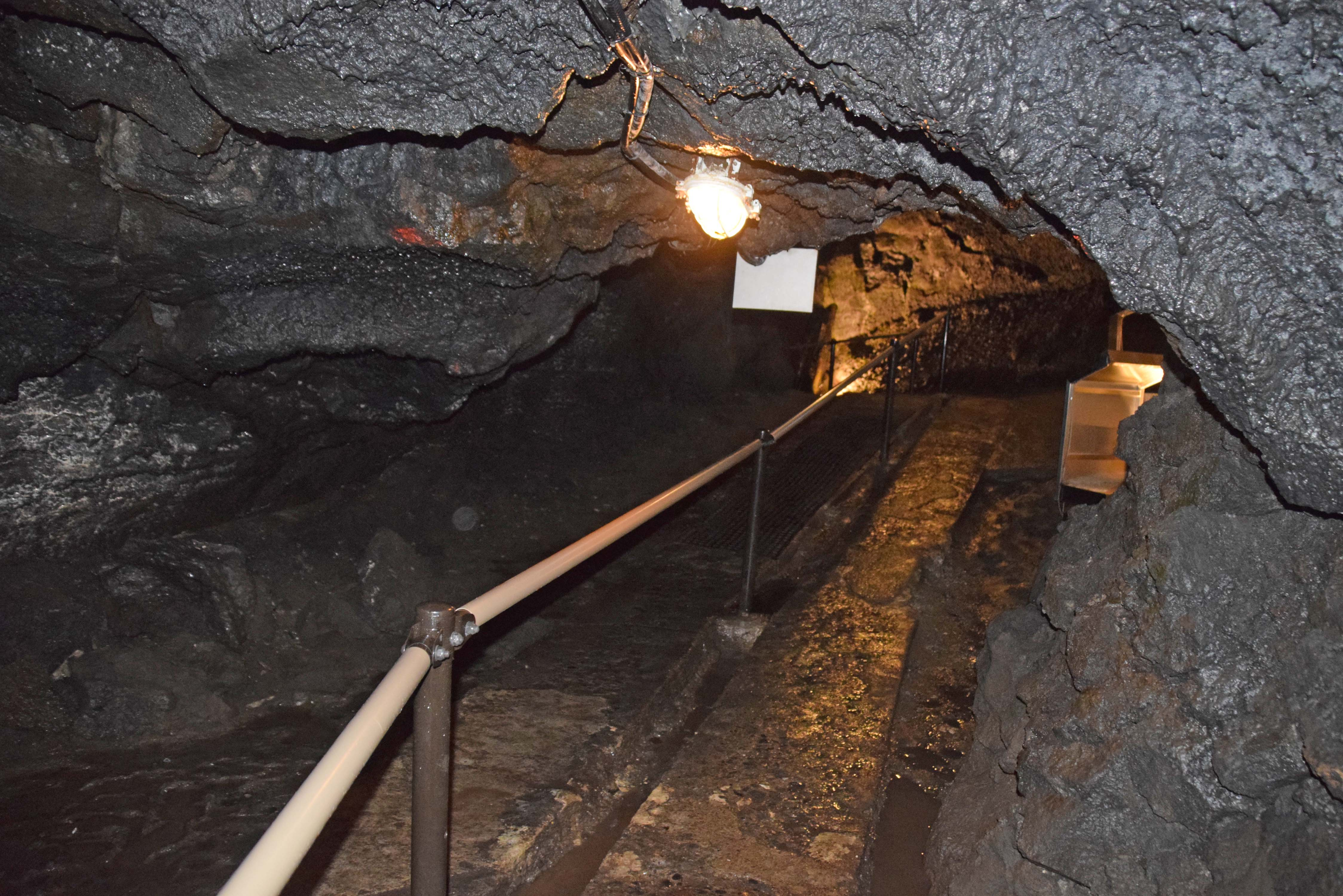
percorso nella grotta
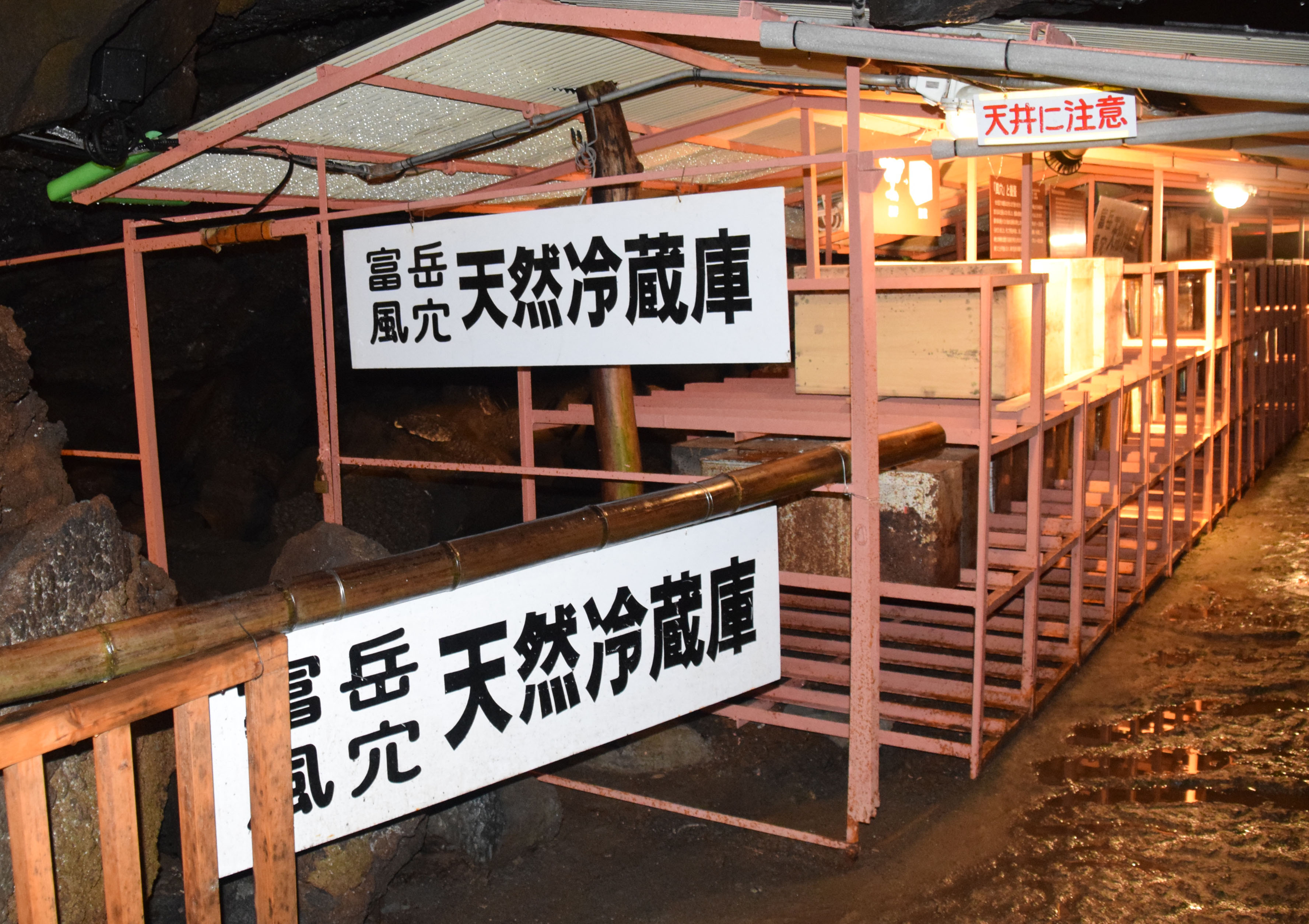
Frigorifero naturale (Nei tempi antichi, le uova di bachi da seta erano tenute qui.)